# 인천신현초등학교
인천신현초등학교는 대한민국 인천광역시 서구에 있는 공립 초등학교이다.

## 학교 연혁
- 1982년 4월 20일: 개교

2019년 2월 14일 제 35회 96명 졸업

## 참고 자료
- 인천신현초등학교 - 한국교육학술정보원 학교알리미